# Estubeny (kommunhuvudort)
Estubeny är en kommunhuvudort i Spanien.   Den ligger i provinsen Província de València och regionen Valencia, i den östra delen av landet, 300 km sydost om huvudstaden Madrid. Estubeny ligger 158 meter över havet och antalet invånare är 183.
Terrängen runt Estubeny är platt åt nordost, men åt sydväst är den kuperad. Runt Estubeny är det tätbefolkat, med 369 invånare per kvadratkilometer. Närmaste större samhälle är Xàtiva, 9,6 km öster om Estubeny. Trakten runt Estubeny består till största delen av jordbruksmark.